# 380
Năm 380 là một năm trong lịch Julius.